# Plaza Amador
Plaza Amador is een Panamese voetbalclub uit Panama-Stad. De club werd opgericht in 1955.

## Erelijst
- Landskampioen

1988, 1990, 1992, 2002, 2005

## Bekende (oud-)spelers
- Jaime Penedo